# Edifícios tortos de Santos

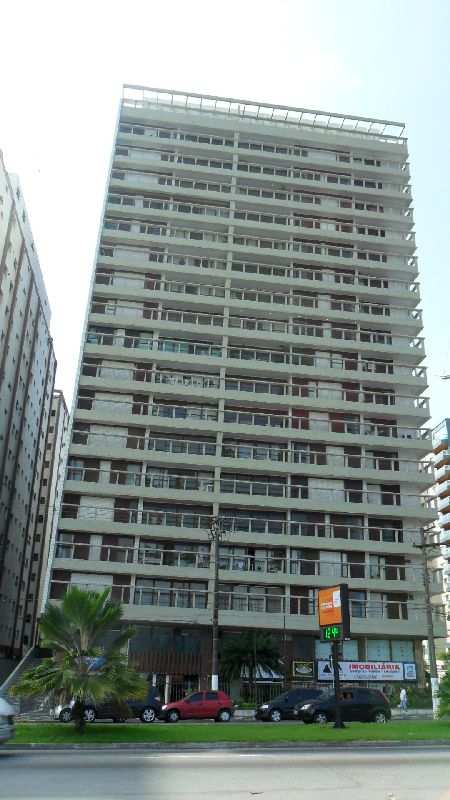
Imóvel à Av. Bartholomeu de Gusmão, 22

Os edifícios tortos de Santos compreendem uma série de edifícios localizados na orla de Santos que, desde a década de 1970, começaram a entortar em direções e angulações variadas, por vezes o bastante para serem vistas a olho nu. Dessa forma, muitos deles acabaram se tornando uma curiosidade para moradores e visitantes da cidade. Em 2024, a prefeitura contabilizou 65 edifícios com essa condição.

## Causas da Inclinação
Os prédios inclinados de Santos foram construídos em uma época em que o conhecimento técnico sobre edificações de grande altura era limitado. Além disso, o rápido crescimento econômico e imobiliário da região estimulou a construção acelerada e com fundações rasas, geralmente entre 3 e 4 metros de profundidade. Essas fundações alcançavam apenas a camada superficial do solo, composta por areia fina e argilosa, relativamente firme. Entretanto, abaixo dessa camada existe uma faixa de areia fina siltosa, mais mole, que, ao ser submetida ao peso acumulado das construções, começou a se deformar, provocando o recalque diferencial das estruturas.
Diversas intervenções foram realizadas ao longo dos anos para mitigar o problema, como reforços nas fundações e tentativas de remoção do solo mole. Apesar de alguns resultados positivos, muitas edificações continuaram a inclinar gradualmente. Mesmo assim, a maioria desses prédios permaneceu habitada, tornando-se um marco urbano peculiar da cidade.
Um levantamento realizado em 2012 revelou que, dos 651 edifícios analisados na orla de Santos, 65 apresentavam inclinações significativas, variando entre 0,5 e 1,8 metros. Esses prédios abrigavam cerca de 16.590 pessoas, o equivalente a aproximadamente 3% da população da cidade na época, distribuídas em 2.832 apartamentos. O caso dos edifícios inclinados de Santos segue como um exemplo emblemático dos desafios enfrentados em construções em áreas de solo instável e da evolução do conhecimento técnico na engenharia civil.